# Dunbar (Nebraska)
Dunbar é uma vila localizada no estado americano de Nebraska, no Condado de Otoe.

## Demografia
Segundo o censo americano de 2000, a sua população era de 237 habitantes.
Em 2006, foi estimada uma população de 236, um decréscimo de 1 (-0.4%).

## Geografia
De acordo com o United States Census Bureau, a localidade tem uma área de 0,6 km², sem área coberta por água. Dunbar localiza-se a aproximadamente 339 m acima do nível do mar.

## Localidades na vizinhança
O diagrama seguinte representa as localidades num raio de 16 km ao redor de Dunbar.